# Jan Redmann

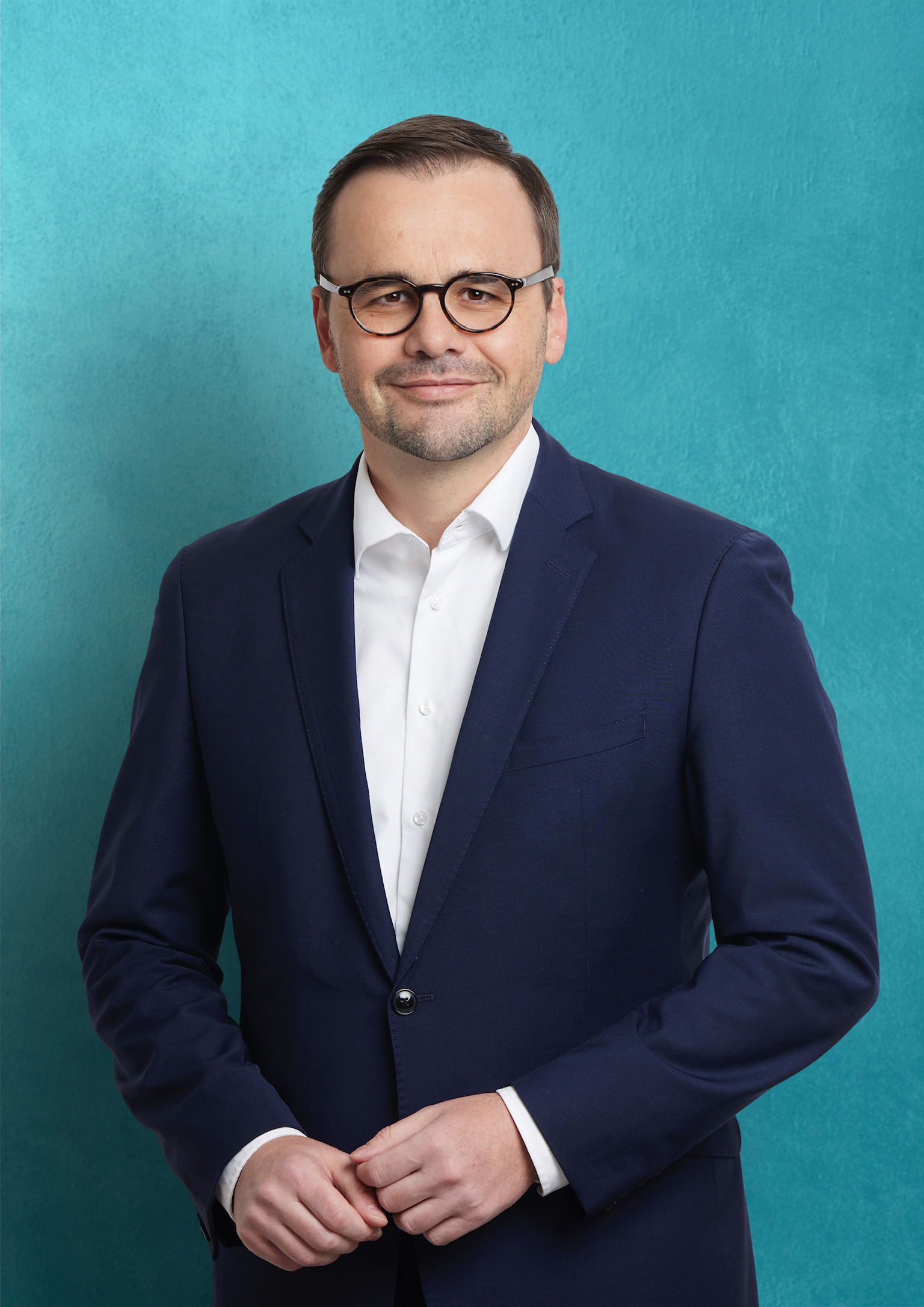
Jan Redmann (2024)

Jan Lars Redmann (* 16. Dezember 1979 in Pritzwalk) ist ein deutscher Politiker (CDU) und Jurist. Er ist seit 2014 Mitglied des Landtages Brandenburg und dort seit 2019 Fraktionsvorsitzender der Christdemokraten. Seit März 2023 ist Redmann Landesvorsitzender der CDU Brandenburg. Für seine Partei war er Spitzenkandidat für die Landtagswahl in Brandenburg 2024.

## Leben
Redmann wuchs in Wittstock auf und absolvierte 1999 sein Abitur am Gymnasium Wittstock. Redmann studierte nach seinem Wehrdienst Rechtswissenschaften an der Universität Potsdam, schloss das Studium 2009 mit dem zweiten Staatsexamen ab und arbeitete seit 2010 als Rechtsanwalt in einer auf Bau- und Vergaberecht spezialisierten Kanzlei.
An der Universität zu Köln wurde er 2010 promoviert.
Redmann lebt in einer eingetragenen Lebenspartnerschaft mit seinem Mann Peter, mit dem er seit etwa 2005 liiert ist.

## Politik
Von 2006 bis 2009 war Redmann Landesvorsitzender der Jungen Union Brandenburg. Seit 2009 ist er Kreisvorsitzender der CDU Ostprignitz-Ruppin und war von 2011 bis 2015 stellvertretender Landesvorsitzender der CDU Brandenburg.
Der Parteitag der CDU im Januar 2021 wählte ihn in den CDU-Bundesvorstand, beim CDU-Parteitag 2022 wurde er wiedergewählt.
Am 25. März 2023 wählten die Delegierten Redmann mit 85,7 Prozent zum Nachfolger von Michael Stübgen als Brandenburger CDU-Landesvorsitzender.
Bei einer Landesdelegiertenversammlung am 8. Dezember 2023 in Potsdam wurde Redmann mit 88,5 Prozent zum Spitzenkandidaten für die Landtagswahl in Brandenburg 2024 gewählt.

### Landtag
Redmann kandidierte erstmals 2009 im Landtagswahlkreis Prignitz II/Ostprignitz-Ruppin II als Direktkandidat für die Landtagswahl in Brandenburg am 27. September 2009, wurde allerdings nur Dritter hinter den Kandidaten von Linken und SPD, Dieter Groß und Ina Muhß.
Bei der Landtagswahl in Brandenburg am 25. September 2014 verpasste er erneut das Direktmandat im Wahlkreis Prignitz II/Ostprignitz-Ruppin II, diesmal nur knapp als Zweiter hinter der SPD-Kandidatin Ina Muhß. Redmann zog allerdings über die CDU-Landesliste in den brandenburgischen Landtag ein und fungierte dort zunächst als parlamentarischer Geschäftsführer der CDU-Landtagsfraktion.
Bei der Landtagswahl in Brandenburg am 1. September 2019 verlor Redmann seine Direktkandidatur im gleichen Wahlkreis gegen die SPD-Kandidatin  Katrin Lange und lag als Dritter hinter dem AfD-Kandidaten Arnd Heymann, zog aber erneut über die CDU-Landesliste in den Landtag ein.
Am 10. September 2019 wurde Redmann einstimmig zum neuen Landtagsfraktionsvorsitzenden der CDU gewählt.
Bei der Landtagswahl in Brandenburg am 22. September 2024 trat Redmann erstmals im Landtagswahlkreis Ostprignitz-Ruppin I als Direktkandidat an, wurde jedoch mit nur 16,6 % der Erststimmen Dritter hinter der SPD-Kandidatin Ulrike Liedtke (34,6 %) und dem AfD-Kandidaten Henry Preuß (32,2 %). So zog er erneut über die CDU-Landesliste in den Landtag ein.
Die CDU-Landtagsfraktion bestätigte Redmann einstimmig am 24. September 2024 im Amt des Fraktionsvorsitzenden.

## Trunkenheitsfahrt
Im Juli 2024 hatte Redmann mit seinem E-Scooter mit 1,28 Promille am Straßenverkehr teilgenommen, was wegen des Überschreitens der Promillegrenze von 0,5 Promille als Trunkenheit am Steuer gilt. Er war der Polizei wegen seiner Fahrweise aufgefallen. Redmann erklärte danach, der richterlichen Beschlagnahme seines
 Führerscheins zuvorgekommen zu sein bzw. diesen freiwillig abgegeben zu haben, ohne auf die Beschlagnahme zu warten. Im August 2024 wurde er zu 25 Tagessätzen zu je 320 Euro Geldstrafe und dem Entzug der Fahrerlaubnis für 6 weitere Monate verurteilt.

## Veröffentlichungen
- Landesvergaberecht 2.0, Zeitschrift für Landes- und Kommunalverwaltung – LKV, 2012, S. 295.
- Möglichkeiten und Grenzen der Beschränkung der Parteifreiheit und -gleichheit diesseits eines verfassungsgerichtlichen Verbotsverfahrens, Dissertation, 2013.
- Anmerkung zu OLG Brandenburg, Urteil vom 20.6.2013 – 5 U 50/12: Immobilienkaufvertrag: Arglistige Täuschung durch Angaben ins Blaue hinein, Zeitschrift IMR Immobilien- und Mietrecht 2013, S. 473.
- Grün ist die Haftung – Rechtliche Verantwortung bei Green-Building-Zertifizierungen, Zeitschrift für Immobilienrecht – ZfIr, 2013, S. 123.
- Achtung bei HOAI-Stufenverträgen, Kommunalpolitische Blätter – KoPo, 2014, S. 26.